# Хет-трик Горди Хоу
Хет-трик Горди Хоу (англ. Gordie Howe hat trick) — в хоккее с шайбой неофициальное название особого вида хет-трика, когда игрок в течение одного матча забрасывает шайбу, делает голевую передачу и участвует в драке.

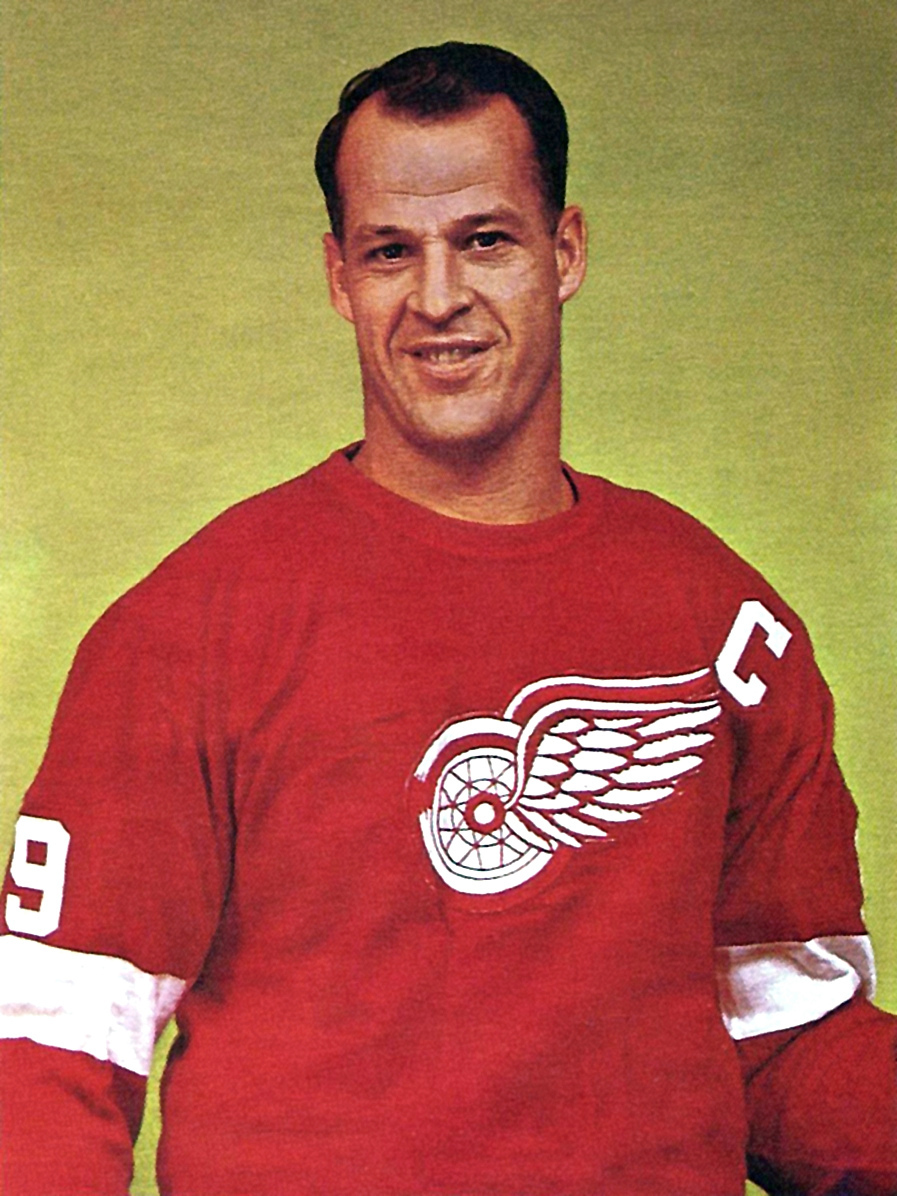
Горди Хоу

Название это событие получило в честь знаменитого канадца Горди Хоу, известного как своими выдающимися бомбардирскими способностями, так и агрессивностью на льду. За умение вести силовую борьбу он заработал прозвище «Мистер Локти».
Далеко не все команды НХЛ фиксируют «хет-трики Горди Хоу» у своих игроков, поэтому трудно привести какую-либо официальную статистику. По данным издания «The Hockey News» начиная с сезона 1996/97 в НХЛ по этому показателю лидирует Брендан Шэнахэн (17), у Кита Ткачука и Джерома Игинлы не менее пяти «хет-триков Горди Хоу». В 1980-е годы немало таких хет-триков сделал Рик Токкет (18 хет-триков в 1985—2000 годах) и Брайан Саттер (в 1978—1985 годах).
Сам же Горди Хоу (по данным сайта cbssports.ca) за свою карьеру сделал всего два хет-трика своего имени — 10 октября 1953 года и 21 марта 1954 года. Однако считать эти данные полными нельзя, так как не по всем матчам тех времён имеется исчерпывающая статистика по дракам.
9 апреля 1981 года в матче плей-офф между «Миннесотой Норт Старз» и «Бостон Брюинз» сразу три хоккеиста сделали «хет-трик Горди Хоу»: Брайан Максвелл и Бобби Смит из «Миннесоты» и Брэд Парк из «Бостона», при этом Смит и Парк подрались между собой. «Миннесота» выиграла матч со счётом 9:6.
Также существует понятие «Двойной Горди» (англ. Double Gordie), когда игроки, забив шайбу и сделав передачу, дерутся между собой. Известно как минимум два таких случая:
- 9 марта 2010 года: Фёдор Тютин (1 гол + 2 паса) подрался с Райаном Гецлафом (1+1)
- 10 января 2012 года: Адам Хенрик (1+1) подрался с Джеромом Игинлой (1+2)